# Smokwerk

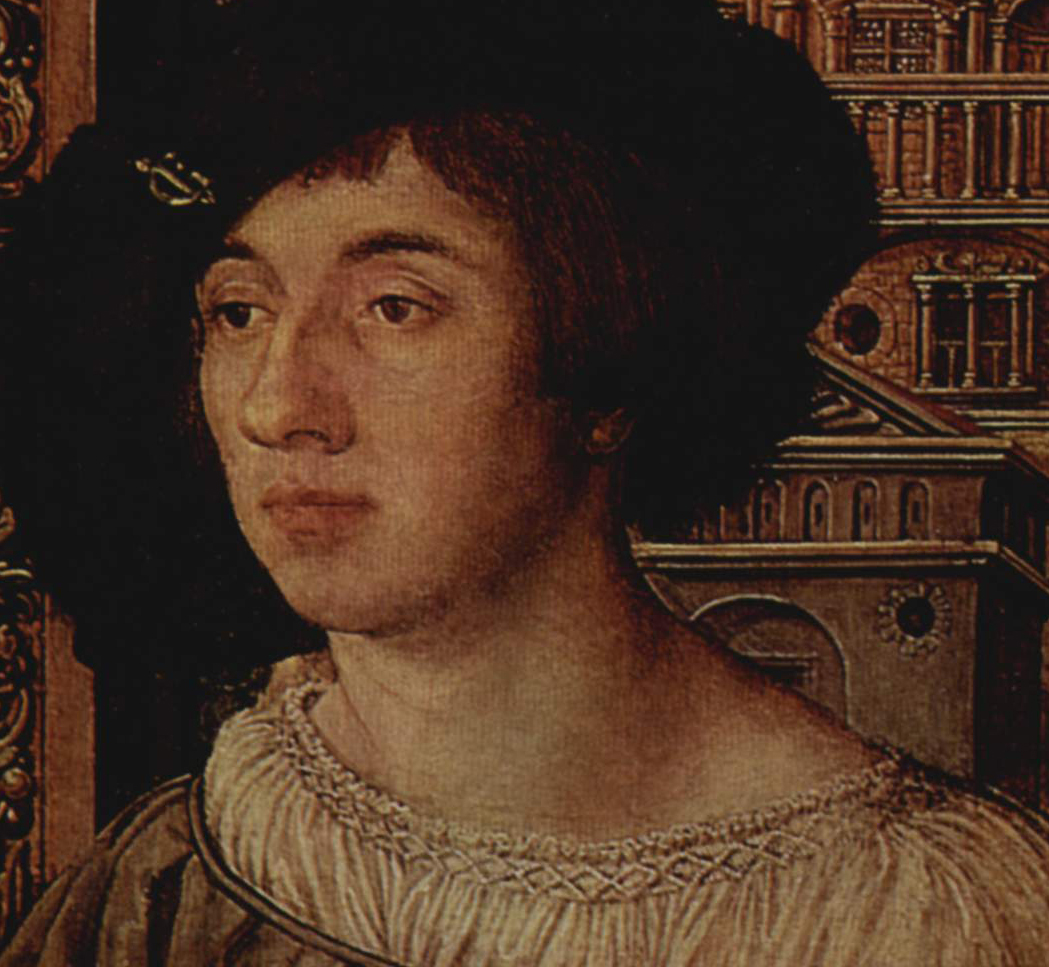
Een gesmokte kraag op een kledingstuk uit de zestiende eeuw

Smokken is een techniek bij het maken van kleding. Het smokken van kleding komt vaak voor bij kinderkleding.
Wanneer kleding is gesmokt, houdt dit in dat de kleding is geplooid/gerimpeld en dat dit door middel van te borduren wordt vastgezet. Ook wordt de stof hierdoor elastisch. Vroeger werd dit met de hand gedaan, maar tegenwoordig gaat dit een stuk sneller wanneer je dit via de naaimachine doet.
Het smokken van kleding wordt al sinds de 11e eeuw gedaan. Smokken komt van het Oudengelse woord ‘smock’, dat letterlijk 'boerenhemd' betekent. Gesmokte kleding werd destijds dan ook veel gedragen door boerenfamilies. Hoe mooier het smokwerk was des te welvarender de familie.
Tijdens de industriële revolutie werd gesmokte kleding steeds minder gedragen, omdat het onpraktisch was om de nodige machines te bedienen voor dergelijke wijde en geborduurde hemden.
Het smokken van dames- en kinderkleding werd geherintroduceerd door de vrouw van de Engelse schrijver Oscar Wilde.